# Villasur de Herreros
Villasur de Herreros è un comune spagnolo di 286 abitanti situato nella comunità autonoma di Castiglia e León.
Il comune comprende due centri abitati: Villasur (capoluogo) e Urrez.